# 23 de julio
El 23 de julio es el 204.º (ducentésimo cuarto) día del año en el calendario gregoriano y el 205.º en los años bisiestos. Quedan 161 días para finalizar el año.

## Acontecimientos
- 1431: en Suiza se inicia el Concilio de Basilea, noveno concilio ecuménico universal.
- 1453: en la villa de Gante (Bélgica), el ejército de Felipe el Bueno aplasta la rebelión de Gante y mata a unos 20 000 civiles.
- 1508: el militar español Pedro Navarro toma el Peñón de Vélez de la Gomera, importante núcleo de piratas del mar Mediterráneo.
- 1781: de Cádiz zarpa una escuadra española destinada a rescatar la parte de Menorca que estaba en poder de los británicos desde hacía casi veinte años.
- 1793: tropas prusianas y del Sacro Imperio conquistan la ciudad de Maguncia (Mainz), dando fin a la República de Maguncia.
- 1829: William Austin Burt patenta el tipógrafo.[cita requerida]
- 1862: Henry W. Halleck toma el mando de las tropas de la Unión de la Guerra civil de Estados Unidos.
- 1878: en Berlín (Alemania) se firma el Tratado del Congreso de Berlín, que afecta al mapa político de Europa.
- 1881: se funda la Federación Internacional de Gimnasia, la más antigua de los deportes modernos.
- 1881: se firma el Tratado de Límites entre Argentina y Chile, el cual otorga a Argentina soberanía legal y absoluta sobre la Patagonia oriental, de aproximadamente 1.000.000 km².
- 1906: en Odesa (Imperio ruso) se producen pogromos (matanzas) antisemitas.
- 1914: Austria da un ultimátum, enmarcado en la Crisis de julio, a Serbia tras el atentado de Sarajevo contra el archiduque Francisco Fernando.
- 1917: el primer ministro británico David Lloyd George declara que «la paz es posible con el pueblo alemán, pero no con su régimen autoritario».
- 1919: inauguración del Ferrocarril Ponferrada - Villablino, construido en solo 10 meses y medio.
- 1921: en el marco del Desastre de Annual, el Regimiento de «Cazadores de Alcántara» protege la retirada de tropas a través del río Igán. Gracias a esta acción muchos soldados pudieron ponerse a salvo; pero el sacrificio fue enorme: de los 691 jinetes que componían el Regimiento, 471 murieron, lo que supuso el 70 % de bajas.
- 1921: en Cambridge (Inglaterra), Edwin Gourdin establece un nuevo récord mundial en salto de longitud, con una distancia de 7,69 m.
- 1923: en Colombia durante la presidencia de Pedro Nel Ospina, fue creada la Ley 25 de 1923 que creó el  Banco de la República (Colombia).
- 1926: Raymond Poincaré es nombrado primer ministro de Francia.
- 1935: en el Senado de la Nación Argentina (en Buenos Aires) es asesinado el senador Enzo Bordabehere (45) al alcanzarle los disparos que el excomisario y torturador Ramón Valdez Cora (42) dirigió contra el senador Lisandro de la Torre (66) debido a la denuncia de sobornos de la empresa británica Swift.
- 1936: en Burgos (España), se constituye una Junta de Defensa Nacional, primer órgano de gobierno creado en la zona sublevada durante la guerra civil española (1936-1939).
- 1936: en Toledo (España), el general José Moscardó se niega a rendir el Alcázar de Toledo, sitiado por milicias republicanas, a cambio de la vida de su hijo, que es fusilado, durante el Asedio del Alcázar.
- 1936: se funda el Partido Socialista Unificado de Cataluña (PSUC).
- 1938: en España, la 112.ª División del general sublevado Queipo de Llano conquista Castuera.
- 1939: en Nürburgring (Alemania), el piloto automovilístico Rudolf Caracciola vence por quinta vez en el Gran Premio de Alemania.
- 1942: en Rostov del Don, en el extremo noreste del mar de Azov (Unión Soviética), a 1077 km al sur de Moscú ―en el ámbito de la Segunda Guerra Mundial (1939-1945)― las tropas nazis alemanas reconquistan la ciudad.
- 1942: Adolf Hitler aprueba la Operación Edelweiss.
- 1944: en la ciudad alemana de Kiel ―en el ámbito de la Segunda Guerra Mundial (1939-1945)― la aviación británica bombardea a la población civil, matando a 2600 personas y destruyendo su arquitectura histórica.[1]
- 1945: en Francia comienza el proceso contra Philippe Pétain.
- 1951: en Portugal, el general Francisco Craveiro Lopes es elegido presidente.
- 1952: en Egipto, Muhammad Naguib, al frente del Movimiento de Oficiales Libres, dirige un golpe de Estado que obligará a abdicar a Faruq I de Egipto en su hijo Fuad II.
- 1953: en Ámsterdam (Países Bajos), el senado neerlandés aprueba el tratado de la Comunidad Defensiva Europea.[cita requerida]
- 1958: en el atolón Enewetak (islas Marshall, en medio del océano Pacífico), a las 7:30 hora local (20:30 del 22 de julio, según la hora universal) Estados Unidos detona su bomba atómica Olive, de 202 kilotones. Es la bomba n.º 151 de las 1132 que Estados Unidos detonó entre 1945 y 1992.
- 1959: en León (Nicaragua), se produce la masacre del 23 de julio en la que soldados de la Guardia Nacional disparan sus armas contra estudiantes de la Universidad Nacional Autónoma de Nicaragua (UNAN) causando 4 muertos y centenares de heridos.
- 1960: en el Gran Buenos Aires se inaugura la línea 370 de ómnibus, adjudicada a la empresa Transporte Futuro, comprada años más tarde por la empresa Micro Ómnibus Ciudad de Brandsen, extinta operadora de la línea 388 de ómnibus.
- 1961: en Nicaragua se funda el Frente Sandinista de Liberación Nacional.
- 1962: se realiza la primera trasmisión televisiva de Europa a América vía satélite.
- 1964: el Senado de los Estados Unidos aprueba el programa del presidente Johnson para combatir la pobreza de esa nación.
- 1965: en el sitio de pruebas nucleares de Nevada, a las 9:00 hora local, Estados Unidos detona su bomba atómica Bronze, de 67 kilotones. Es la bomba n.º 426 de las 1132 que Estados Unidos detonó entre 1945 y 1992.
- 1967: en Puerto Rico se realiza el primer plebiscito sobre su estatus.
- 1968: un comando palestino desvía un avión y lo obliga a aterrizar en Argel (Argelia).
- 1970: en Omán, Qabus bin Said Al Said se convierte en sultán.
- 1973: en Estados Unidos, el presidente estadounidense Richard Nixon se niega a entregar las grabaciones que lo implican en el caso Watergate de corrupción.
- 1973: en Bogotá (Colombia) se produce un gran incendio en el Edificio Avianca, el más alto de la ciudad, que causa 4 muertos y 63 heridos graves.
- 1974: en Chipre, Glafcos Klerides ocupa la presidencia de forma interina.
- 1975: en Moscú (Unión Soviética), la película Dersu Uzala, de Akira Kurosawa, logra el gran premio del Festival Internacional de Cine de Moscú.
- 1979: en Indonesia un maremoto causa la muerte a más de quinientas personas.
- 1979: el nuevo Gobierno de Nicaragua solicita la extradición del exdictador Anastasio Somoza.
- 1980: el nadador español David López-Zubero obtiene una medalla de bronce en la prueba de 100 m mariposa de los Juegos Olímpicos de Moscú, la primera que consigue España en este deporte.
- 1982: en el condado de Ventura (California), durante el rodaje de la película En los límites de la realidad: la película (en Hispanoamérica: Dimensión desconocida) un helicóptero pierde el control y decapita al actor Vic Morrow y a dos niños vietnamitas.
- 1983: el rey Juan Carlos I de España firma en Venezuela la Declaración de Caracas con motivo del bicentenario del nacimiento de Simón Bolívar.
- 1985: Estados Unidos y China firman un acuerdo de colaboración nuclear con fines pacíficos. Ronald Reagan recibe en la Casa Blanca al presidente chino, Li Xiannian.
- 1986: el príncipe Andrés, segundo hijo varón de la reina de Inglaterra, contrae matrimonio con Sarah Ferguson, en la Abadía de Westminster.
- 1986: Felipe González es investido presidente del Gobierno de España con el apoyo de los 184 diputados socialistas.
- 1987: Estados Unidos suspende toda la ayuda económica y militar a Panamá para forzar la salida del general Manuel Antonio Noriega.
- 1992: los dirigentes eslovaco y checo, Vladimír Mečiar y Václav Klaus, acuerdan en Bratislava el proyecto de ley sobre la escisión de ambas repúblicas de Checoslovaquia.
- 1992: la República de Abjasia declara su independencia de Georgia.
- 1993: la ciudad de Ağdam es ocupada por separatistas armenios durante la Guerra de Nagorno Karabaj.
- 1994: un golpe militar en Gambia derroca al presidente Dawda Jawara, que es sustituido al día siguiente por el teniente Yahya Jammeh. Se suspenden la constitución y los partidos políticos.
- 1995: los astrónomos estadounidenses Alan Hale y Thomas Bopp descubren, casi simultáneamente, el cometa Hale-Bopp.
- 1997: el líder palestino, Yasir Arafat y el ministro de Asuntos Exteriores israelí, David Levy acuerdan la creación de un corredor seguro entre Gaza y Cisjordania.
- 1998: el presidente chino Jiang Zemin ordena al Ejército Popular de Liberación que renuncie a su enorme imperio comercial, como medida para frenar la corrupción.
- 1999 Un Boing 747-400 (en su variante 481D), ejecutando el Vuelo 61 de All Nippon Airways, que despegó del Aeropuerto de Tokio-Haneda, hacia el nuevo aeropuerto de Chitose, fue secuestrado por Yuji Nishizawa, tomando a una azafata de rehén, ingresó a la cabina, apuñaló mortalmente al piloto Naoyuki Nagashima, tras este intentar alertar por radio, tenía intenciones de volar por debajo del Rainbow bridge de Tokio. El avión aterrizó de emergencia en Tokio tras una rápida acción del copiloto y otro piloto fuera de servicio que neutralizaron al atacante y lo devolvieron a su destino original
- 2001: el Parlamento indonesio destituye al presidente Abdurrahman Wahid, acusado de corrupción e incompetencia y nombra sucesora a la vicepresidenta Megawati Sukarnoputri, hija de Sukarno, el que fuera primer mandatario de la República.
- 2001: la Cumbre del Clima, celebrada en Bonn (Alemania), logra alcanzar un acuerdo mundial para avanzar en la reducción de los gases de efecto invernadero que provocan el calentamiento global de la Tierra. 178 países votan a favor del pacto, que solo fue rechazado por Estados Unidos.
- 2002: la Comisión del Mercado de las Telecomunicaciones (CMT) impone a Telefónica una sanción de 18 millones de euros por poner trabas a la competencia al aplicar descuentos abusivos a grupos empresariales.
- 2003: un acuerdo entre los militares golpistas y mediadores internacionales permite el regreso al país del presidente de Santo Tomé y Príncipe, Fradique de Menezes.
- 2003: la nadadora Nina Zhivanevskaya bate el récord de España de los 50 metros espalda.
- 2004: la revista Science publica la creación de una nueva vacuna contra la bacteria Haemophilus influenzae tipo b, que causa neumonía y meningitis.
- 2004: bosnios musulmanes y croatas inauguran el reconstruido puente de Mostar.
- 2005: el nadador español David Meca logra el oro en la prueba de 25 km en aguas abiertas en el Campeonato Mundial de Natación de Montreal.
- 2006: la puertorriqueña Zuleyka Rivera consigue el título de Miss Universo en el certamen celebrado en Los Ángeles (Estados Unidos).
- 2007: en Figueira da Foz (Portugal), la policía detiene al peligroso delincuente Jaime Giménez Arbe (El Solitario).
- 2008: Google abre al público la versión beta en inglés de Knol, espacio que alberga artículos de autores o unidades de conocimiento.
- 2010: la banda One Direction fue oficialmente formada con Harry Styles, Liam Payne, Zayn Malik, Louis Tomlinson y Niall Horan del reality show The X Factor (Reino Unido)
- 2011: en Londres (Reino Unido) fallece la cantante británica Amy Winehouse a la edad de 27 años, uniéndose al Club de los 27.
- 2012: en el Sol se produce una inmensa tormenta solar: se eyecta una masa coronal inusualmente grande que apenas pasó de la Tierra por nueve días. De haber impactado, habría causado más de 3 billones de dólares en daños a equipos eléctricos en todo el mundo, y la recuperación habría tomado casi una década.[2]
- 2012: la Bolsa de Madrid prohíbe operaciones cortas o bajistas debido a la crisis económica española. La prima de riesgo de la deuda española alcanza máximos históricos.
- 2012: en Irak, una ola de atentados terroristas en diversas ciudades del país deja al menos 107 personas muertas y 161 heridas.[3]
- 2012: el primer ministro de Japón, Yoshihiko Noda, promete que no habrá más accidentes como el ocurrido en la Central nuclear Fukushima I a raíz del terremoto y el tsunami del 11 de marzo de 2011, asegurando que el Gobierno implementará las medidas necesarias para evitar otro desastre.
- 2012: en República Dominicana se estrena en el canal Color Visión el programa Esta noche Mariasela, de la comunicadora Mariasela Álvarez después de pasar siete años radicado en la televisión española. Ahora como un espacio diario.
- 2013: el papa Francisco realiza su primer viaje internacional a São Paulo (Brasil).
- 2015: la NASA confirma el descubrimiento del exoplaneta Kepler 452-b.
- 2021: en Japón se inauguran los Juegos Olímpicos de Tokio 2020.
- 2023: Elecciones generales adelantadas en España.
- 2024: el Real Madrid Club de Fútbol de España se convierte en el primer club en el mundo en generar más de mil millones de euros en ingresos totales durante el año.

## Nacimientos
- 1649: Clemente XI, papa de la Iglesia católica entre 1700 y 1721 (f. 1721).
- 1796: Franz Berwald, compositor sueco (f. 1868)
- 1802: Manuel María Lombardini, militar y político mexicano (f. 1853).
- 1816: J. Laurent, fotógrafo francés que trabajó en España y Portugal (f. 1886).
- 1824: Kuno Fischer, filósofo alemán (f. 1907).
- 1833: Apolinar Serrano, religioso español, obispo de La Habana (f. 1876).
- 1838: Édouard Colonne, director de orquesta y músico francés (f. 1910).
- 1842: Mariano de la Bárcena, botánico, naturalista e mexicano  (f. 1899).
- 1849: Seth Bullock, comerciante, ranchero y alguacil estadounidense (f. 1919).
- 1864: Apolinario Mabini, político filipino, primer primer ministro de Filipinas (f. 1903).
- 1866: Francesco Cilea, compositor italiano (f. 1950).
- 1876: Rafael Benjumea y Burín, político, aristócrata e ingeniero español (f. 1952).
- 1876: Ricardo Verde Rubio, pintor y grabador español (f. 1954).
- 1880: Elías de Borbón-Parma, aristócrata italiano (f. 1959).
- 1883: Alan Francis Brooke, militar británico (f. 1963).
- 1884: Emil Jannings, actor alemán de origen suizo (f. 1950).
- 1886: Salvador de Madariaga, diplomático, escritor e historiador español (f. 1978).
- 1888: Raymond Chandler, escritor estadounidense (f. 1959).
- 1890: Julio Ugarte y Ugarte, escritor ocultista peruano (f. 1949).
- 1892: Haile Selassie, emperador etíope (1930-1974) (f. 1975).
- 1895: Florence Vidor, actriz estadounidense (f. 1977).
- 1895: Aileen Pringle, actriz estadounidense (f. 1989).
- 1898: Daniel Cosío Villegas, historiador mexicano (f. 1976).
- 1899: Gustav Heinemann, presidente alemán (f. 1974).
- 1906: Vladimir Prelog, investigador suizo de origen yugoslavo (f. 1998).
- 1913: Eduardo Carranza, poeta colombiano (f. 1985).
- 1919: Héctor Germán Oesterheld, escritor y autor de historietas argentino (f. posiblemente asesinado en 1978).
- 1920: Amália Rodrigues, cantante portuguesa (f. 1999).
- 1921: Robert Brown, actor británico (f. 2003).
- 1922: Damiano Damiani, cineasta italiano (f. 2013).
- 1923: Cyril M. Kornbluth, escritor estadounidense (f. 1958).
- 1925: Burt Glinn, fotógrafo estadounidense (f. 2008).
- 1925: Quett Masire, profesor y político botsuano, presidente de Botsuana entre 1980 y 1998 (f. 2017).
- 1926: Cedella Marley Booker, cantante y escritora jamaiquina, madre del músico Bob Marley (f. 2008).
- 1928: Hubert Selby Jr, escritor y novelista estadounidense. (f. 2004)
- 1928: José "Carrao" Bracho, beisbolista venezolano (f. 2011).
- 1928: Franklin Caicedo, actor chileno (f. 2013).
- 1930: Salvador Sammaritano, crítico de cine y periodista argentino (f. 2008).
- 1930: José Viñals, escritor español (f. 2009).
- 1931: Arata Isozaki, arquitecto japonés (f. 2022).
- 1931: Víktor Korchnói, ajedrecista soviético (f. 2016).
- 1932: Jorge Arvizu, actor y comediante mexicano (f. 2014).
- 1933: Porfirio Muñoz Ledo, diplomático y politólogo mexicano (f. 2023).
- 1935: Jim Hall, piloto de automovilismo estadounidense.
- 1935: John Cordts, piloto de automovilismo canadiense.
- 1937: Teolindo Acosta, beisbolista venezolano (f. 2004).
- 1939: Betiana Blum, actriz argentina.
- 1939: Andrés Percivale, presentador de televisión y periodista argentino (f. 2017).
- 1941:Pierre Agostini, físico francés, Premio Nobel de Física 2023.
- 1941: Sergio Mattarella, presidente italiano.
- 1947: Eligio Hernández, jurista español.
- 1950: Felipe Solá, político argentino.
- 1951: José María Mazón, político español.
- 1951: Manolo Flores, jugador de baloncesto español.
- 1952: Janis Siegel, cantante estadounidense.
- 1952: Jorge Horacio Brito, empresario argentino, dueño del Banco Macro y presidente de la Asociación de Bancos Argentinos (f. 2020).
- 1953: Ana Botella, abogada y política española.
- 1953: Najib Razak, primer ministro de Malasia.
- 1953: María Pazos Morán, matemática, investigadora y activista feminista española.
- 1955: Rob Dickinson, músico anglo-argentino.
- 1957: Theo van Gogh, cineasta neerlandés (f. 2004).
- 1958: Gladys Florimonte, actriz y comediante argentina.
- 1959: Pedro Aznar, músico argentino.
- 1960: Ruben Garfias, actor estadounidense.
- 1960: Mario Bellatin, escritor mexicano.
- 1961: Woody Harrelson, actor de cine y televisión estadounidense.
- 1961: Martin Gore, músico y compositor británico, de la banda Depeche Mode.
- 1961: Gonzalo Arconada, entrenador español de fútbol.
- 1962: Federico Franco, político y médico cirujano paraguayo, presidente de Paraguay entre 2012 y 2013.
- 1963: Renato Borghetti, acordeonista y folclorista brasileño.
- 1963: La Güereja, actriz y comediante mexicana.
- 1965: Elvira Mínguez, actriz española.
- 1965: Slash, músico británico, de las bandas Guns N' Roses y Velvet Revolver.
- 1967: Philip Seymour Hoffman, actor estadounidense (f. 2014).
- 1968: Nick Menza, baterista alemán.
- 1968: Gary Payton, baloncestista estadounidense.
- 1968: Stephanie Seymour, actriz y modelo estadounidense.
- 1968: Tom Warburton, animador estadounidense.
- 1968: Brice Mackaya, futbolista gabonés.
- 1968: Shawn Levy, actor canadiense.
- 1968: Elden Campbell, baloncestista estadounidense.
- 1968: Christopher Kerber, remero estadounidense.
- 1968: Sun Man, jugadora de bádminton china.
- 1968: Claudia Ruíz Casasola, política guatemalteca.
- 1968: León Errázuriz, director de cine chileno.
- 1969: Marco Bode, futbolista alemán.
- 1970: Charisma Carpenter, actriz estadounidense.
- 1971: Alison Krauss, cantante y violinista estadounidense.
- 1972: Marlon Wayans, actor estadounidense.
- 1973: Omar Epps, actor y músico estadounidense.
- 1973: Judit Polgár, ajedrecista húngara.
- 1973: Francis Healy, músico británico, de la banda Travis.
- 1973: Monica Lewinsky, empresaria estadounidense, reconocida por su affaire con el presidente Bill Clinton.
- 1973: David Etxebarria, ciclista español.
- 1973: Juan Dalmau Ramírez, abogado y político puertorriqueño.
- 1974: Maurice Greene, atleta estadounidense.
- 1974: Cristian Machado, cantante brasileño.
- 1975: Mario Tokić, futbolista croata.
- 1975: Alessio Tacchinardi, futbolista italiano.
- 1976: Judit Polgár, ajedrecista húngara.
- 1976: Juanito Gutiérrez, futbolista y entrenador español.
- 1977: Néicer Reasco, futbolista ecuatoriano.
- 1978: Takashi Miki, futbolista japonés.
- 1979: Perro Aguayo Jr., luchador mexicano (f. 2015).
- 1979: Natasha Yarovenko, actriz ucraniana.
- 1979: Yoshimasa Fujita, futbolista japonés.
- 1980: Michelle Williams, cantante y actriz estadounidense, de la banda Destiny's Child.
- 1980: El Marro (José Antonio Yépez Ortiz), narcotraficante mexicano.
- 1980: Vladimir Vargas, futbolista panameño.
- 1981: Steve Jocz, baterista canadiense, de la banda Sum 41.
- 1981: Jarkko Nieminen, tenista finlandés.
- 1981: Keisuke Ota, futbolista japonés.
- 1982: Paul Wesley, actor estadounidense.
- 1983: Yosuke Ishibitsu, futbolista japonés.
- 1984: Brandon Roy, baloncestista estadounidense.
- 1985: Raúl Fuster, futbolista español.
- 1987: Imanol Landeta, actor y cantante mexicano.
- 1987: Julian Nagelsmann, futbolista y entrenador alemán.
- 1987: Ann-Sophie Duyck, ciclista belga.
- 1988: Jorge Gatgens, futbolista costarricense.
- 1989: Daniel Radcliffe, actor británico.
- 1989: Víctor Rodríguez Romero, futbolista español.
- 1989: Kike Márquez, futbolista español.
- 1990: Neil Perry, baterista estadounidense, de la banda The Band Perry.
- 1990: Miguel Ángel Luque, futbolista español.
- 1990: Taha Dyab, futbolista sirio.
- 1990: Charles Herold Jr., futbolista haitiano.
- 1991: Nicole Monrroy, futbolista chilena.
- 1991: Christiane Endler, futbolista chilena.
- 1991: Efrain Rintaro, futbolista brasileño.
- 1991: Kamil Syprzak, balonmanista polaco.
- 1992: Yuma Hiroki, futbolista japonés.
- 1993: Álex Rubio, futbolista español.
- 1993: Fumiya Tamaki, futbolista japonés.
- 1994: Wilson Manafá, futbolista portugués.
- 1994: Khaled Narey, futbolista alemán.
- 1994: Claudia Salas, actriz española.
- 1994: Tonye Jekiri, baloncestista nigeriano.
- 1994: Walid El Karti, futbolista marroquí.
- 1994: Mauricio Asenjo, futbolista argentino.
- 1994: Viachaslau Saldatsenka, balonmanista bielorruso.
- 1994: Kosuke Goto, futbolista japonés.
- 1994: Andrés Barboza, futbolista uruguayo.
- 1995: Hwasa, cantante surcoreana.
- 1995: Skander Mansouri, tenista tunecino.
- 1995: Seiya Nakano, futbolista japonés.
- 1995: Aina Suzuki, seiyū japonesa.
- 1996: Danielle Bradbery, cantante estadounidense.
- 1996: Rachel G. Fox, actriz infantil estadounidense.
- 1996: Blake Michael, actor y director de cine estadounidense.
- 1996: Álex Mula, futbolista español.
- 1996: Saúl Crespo Prieto, futbolista español.
- 1996: Alberto González Cespedosa, futbolista español.
- 1997: Mario García Parada, futbolista español.
- 1997: Matija Šarkić, futbolista británico-montenegrino (f. 2024).
- 1997: Yusuke Matsuo, futbolista japonés.
- 1998: Tomás Assennato, futbolista argentino.
- 1998: Deandre Ayton, baloncestista bahameño.
- 1998: Morlaye Sylla, futbolista guineano.
- 1999: Carlos García Pierna, ciclista español.
- 1999: Tony Gallacher, futbolista escocés.
- 1999: Wagner Leonardo, futbolista brasileño.
- 1999: Vitinho, futbolista brasileño.
- 2000: Cheyenne Rosenthal, piloto de Luge alemana.
- 2000: Vittoria Fontana, atleta italiana.
- 2000: Antonio Blanco Conde, futbolista español.
- 2000: Claudio Gomes, futbolista francés.
- 2001: Vítězslav Jaroš, futbolista checo.
- 2001: Guillermo Centurión, futbolista uruguayo.
- 2001: Kahiser Lenis, futbolista panameño.
- 2002: Mohammed Al-Qahtani, futbolista saudí.
- 2002: Tiago Santos, futbolista portugués.
- 2004: Valentín Barco, futbolista argentino.
- 2004: Tommaso Mancini, futbolista italiano.
- 2004: Luca Marianucci, futbolista italiano.
- 2015: Seo Woo-jin, actor y modelo infantil surcoreano.

## Fallecimientos
- 1010: Muhammad II al-Mahdi, califa cordobés (n. 980).
- 1684: Manuel de Solórzano, misionero y jesuita español (n. 1649).
- 1773: George Edwards, naturalista y ornitólogo británico (n. 1693).
- 1757: Domenico Scarlatti, compositor y clavecinista italiano (n. 1685).
- 1793: Roger Sherman, político estadounidense (n. 1721).
- 1802: María del Pilar Teresa Cayetana de Silva y Álvarez de Toledo, aristócrata española (n. 1762).
- 1810: Tomás Toribio, arquitecto español (n. 1756).
- 1825: Bernardo del Espíritu Santo, obispo mexicano (n. 1759).
- 1829: Wojciech Bogusławski, actor, director de teatro y escritor polaco (n. 1757).
- 1846: Pedro José Agrelo, político argentino (n. 1776).
- 1853: Andries Pretorius, líder sudafricano (n. 1798).
- 1859: Marceline Desbordes-Valmore, poetisa francesa (n. 1786).
- 1862: José María Bocanegra, político mexicano (n. 1787).
- 1863: Sophie Lebrun, pianista y compositora alemana (n. 1781).
- 1878: Hilarión Eslava, compositor y musicólogo español (n. 1807).
- 1885: Ulysses S. Grant, general y presidente estadounidense (n. 1822).
- 1886: John Peake Knight, ingeniero británico (n. 1828).
- 1893: Absalón Rojas, político argentino, gobernador de la provincia de Santiago del Estero (n. 1845).
- 1901: Gaspar da Silveira Martins, magistrado y político brasileño (n. 1834).
- 1916: William Ramsay, químico británico, premio nobel de Química en 1904 (n. 1852).
- 1930: Glenn Curtiss, aviador estadounidense (n. 1878).
- 1932: Alberto Santos Dumont, aviador brasileño (n. 1873).
- 1936: Fernando Condés, militar español (n. 1906).
- 1941: José Abelardo Quiñones, aviador y militar peruano (n. 1914).
- 1942: Adam Czerniaków, ingeniero y político polaco (n. 1880).
- 1947: Ángel Roffo, médico argentino (n. 1881).
- 1951: Robert J. Flaherty, cineasta estadounidense (n. 1884).
- 1951: Philippe Pétain, militar y político francés (n. 1856).
- 1952: Agustín Bisio, poeta uruguayo (n. 1894).
- 1955: Cordell Hull, político estadounidense, premio nobel de la paz en 1945 (n. 1871).
- 1957: Giuseppe Tomasi di Lampedusa, escritor italiano (n. 1896).
- 1961: Esther Dale, actriz estadounidense (n. 1885).
- 1966: Montgomery Clift, actor estadounidense (n. 1920).
- 1968: Henry Hallett Dale, fisiólogo británico, premio nobel de Medicina en 1936 (n. 1875).
- 1969: Hallie Flanagan, dramaturga estadounidense (n. 1890).
- 1971: Van Heflin, actor estadounidense (n. 1908).
- 1977: Arsenio Erico, futbolista paraguayo (n. 1915).
- 1979: Joseph Kessel, aventurero, periodista y novelista franco-argentino (n. 1898).
- 1980: Alfonso Carlos Comín, escritor español (n. 1933).
- 1980: Mollie Steimer anarquista estadounidense de origen ruso (n. 1897).
- 1982: Vic Morrow, actor estadounidense (n. 1929).
- 1983: Georges Auric, compositor francés (n. 1899).
- 1984: Ángel María de Lera, novelista español (n. 1912).
- 1987: Manuel Suárez y Suárez, empresario y mecenas mexicano (n. 1896).
- 1988: Manuel Mejía Vallejo, fue un escritor y periodista colombiano, ganador de los premios Rómulo Gallegos y Nadal. (n. 1923).
- 1989: Donald Barthelme, escritor estadounidense (n. 1931).
- 1990: José Estruch Sanchís, director y actor de teatro español (n. 1916).
- 1992: Arletty, actriz francesa (n. 1898).
- 1992: Rosemary Sutcliff, escritora británica (n. 1920).
- 1993: Luis Edgardo Llosa González-Pavón, marino y político peruano (n. 1907).
- 1995: Mario Passano, actor argentino (n. 1925).
- 1999: Hasán II de Marruecos, rey marroquí entre 1961 y 1999 (n. 1929).
- 2000: Carmen Santonja, cantante y compositora española, de la banda Vainica Doble (n. 1934).
- 2000: Carmen Martín Gaite, escritora española (n. 1925).
- 2001: Eudora Welty, escritora estadounidense (n. 1909).
- 2002: Alberto Castillo, cantante de tango, médico y actor argentino (n. 1914).
- 2004: Carmina Ordóñez, personalidad española (n. 1955).
- 2004: Piero Piccioni, músico y compositor italiano (n. 1921).
- 2004: Carlos Paredes, guitarrista portugués (n. 1925).
- 2007: Ernst Otto Fischer, científico alemán, premio nobel de Química en 1973 (n. 1918).
- 2008: Luis Villar Borda, fue un profesor, político, diplomático y abogado colombiano.(n. 1929).
- 2010: Willem Breuker (65), músico de jazz y compositor neerlandés (n. 1944).
- 2010: María Teresa Rivas, actriz mexicana (n. 1918).
- 2010: Daniel Schorr, periodista estadounidense (n. 1916).
- 2010: Acdel Vilas, militar y delincuente argentino (n. 1925).
- 2011: Mauricio Aguirre, futbolista mexicano (n. 1987).
- 2011: Joan Vernet, arabista e historiador español (n. 1923).
- 2011: Amy Winehouse, cantante y compositora británica (n. 1983).
- 2012: Sally Ride, astronauta estadounidense (n. 1951).
- 2013: Jokichi Igarashi, supercentenario japonés (n. 1902).[4]
- 2013: Maynard Kong, matemático, informático y catedrático peruano (n. 1944).
- 2013: Pino Massara, músico, compositor, productor discográfico y director de orquesta italiano (n. 1931).
- 2015: Mexicano 777, rapero, cantante y compositor puertorriqueño (n. 1972).
- 2019: Maxim Dadashev, boxeador ruso (n. 1990).
- 2021: Steven Weinberg, físico estadounidense, premio nobel de Física en 1979 (n. 1933).
- 2022: Bob Rafelson, cineasta estadounidense (n. 1933).

## Celebraciones
Ecología

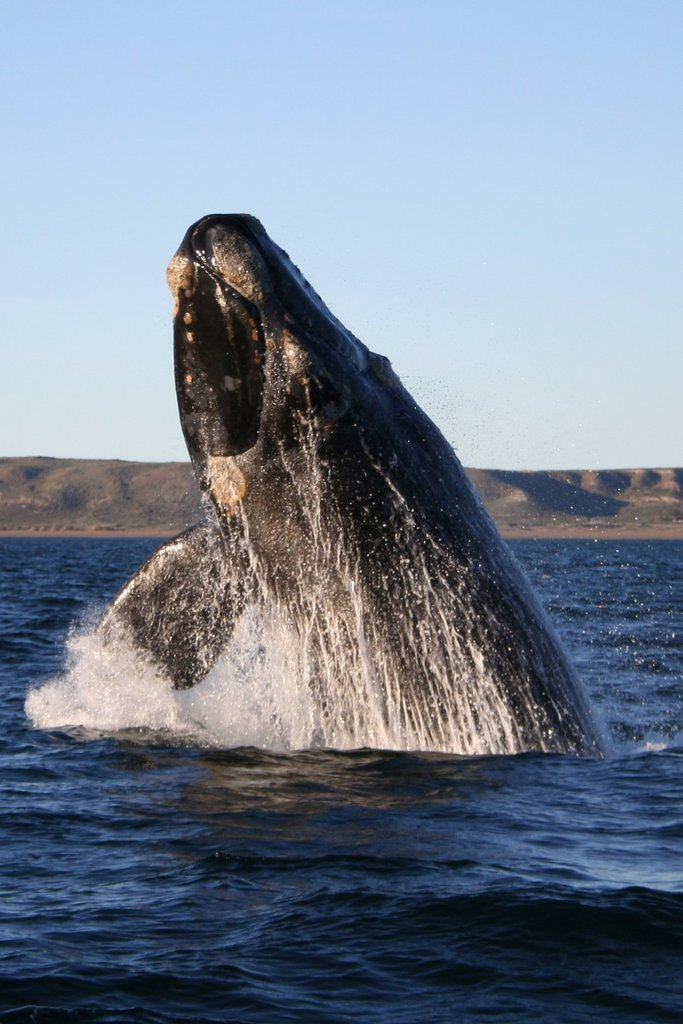
Día Mundial de las Ballenas y Delfines.

- Día Mundial de las Ballenas y Delfines.[5]
Se recuerda esta fecha desde 1986 con el propósito de frenar la caza indiscriminada y tortuosa de estos hermosos animales en peligro de extinción.[6]
  - Celebraciones similares:
    - El Día Mundial de las Ballenas (en inglés: World Whale Day), se celebra cada año el tercer domingo de febrero.
    - El Día Nacional del Delfín en Estados Unidos es el 14 de abril.[7]
(en inglés: National Dolphin Day).

Salud
- Día Mundial del Síndrome de Sjögren.[8]

 Por países
(Por orden alfabético)
- Argentina: 

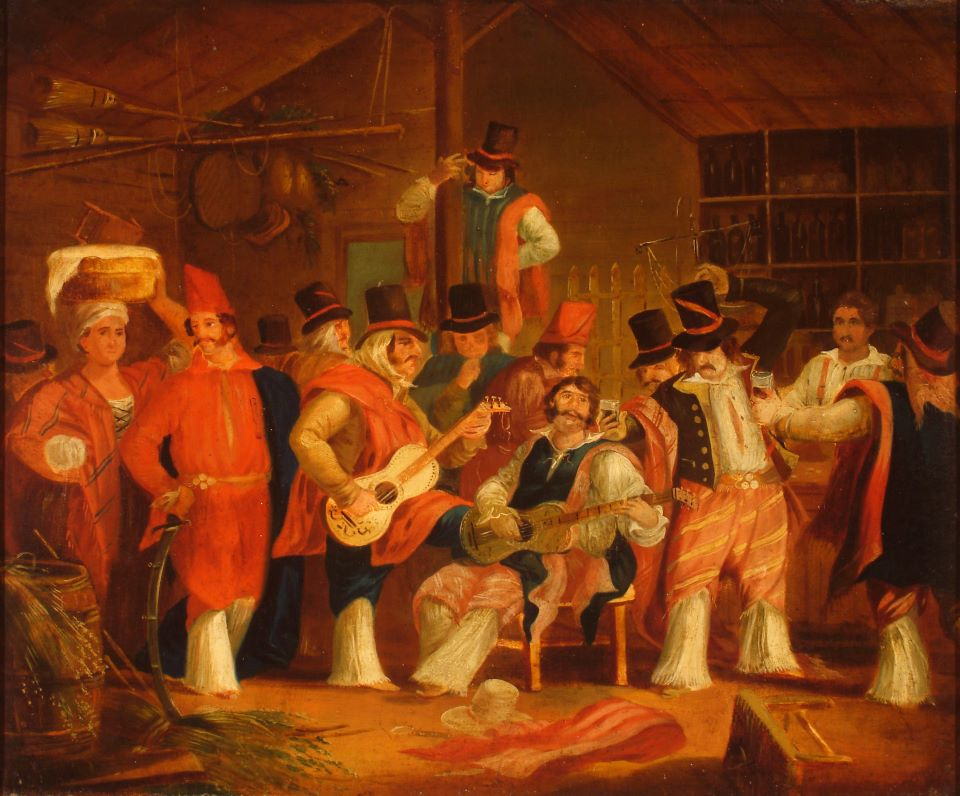
Día del Payador en Argentina y Uruguay. Payada en una pulpería, de Carlos Morel.

  - Día de la Musicoterapia en Argentina.[9]
Cada 23 de julio se celebra este día, en conmemoración de la fundación de la Asociación Argentina de Musicoterapia en 1966 (59 años). Esta fecha honra a los profesionales que utilizan la música y el sonido como herramientas terapéuticas para mejorar la salud y la calidad de vida de las personas.
  - Día del Payador.[10]
Instituido por la Secretaría de Cultura en 1992 en homenaje a la famosa payada realizada en 1884 en la ciudad de Paysandú (Uruguay) entre el uruguayo Juan Nava y el argentino Gabino Ezeiza.[11]Es una fecha para honrar la tradición de los payadores, poetas y músicos populares que improvisan versos.

- Bolivia: 
  - Día de la Amistad.

- Guatemala: 
  - Día del Psicólogo.

- México: 
  - Día del Geógrafo.

- Nicaragua: 
  - Día del Estudiante.

- Paraguay: 
  - Día del Ingeniero.

- Perú:
  - Día de la Fuerza Aérea del Perú.
Feriado nacional en conmemoración del Capitán José Abelardo Quiñones.

- República Dominicana:
  - Día de la Radiodifusión Dominicana.

- Uruguay: 
  - Día del Payador.[11]

### Santoral católico

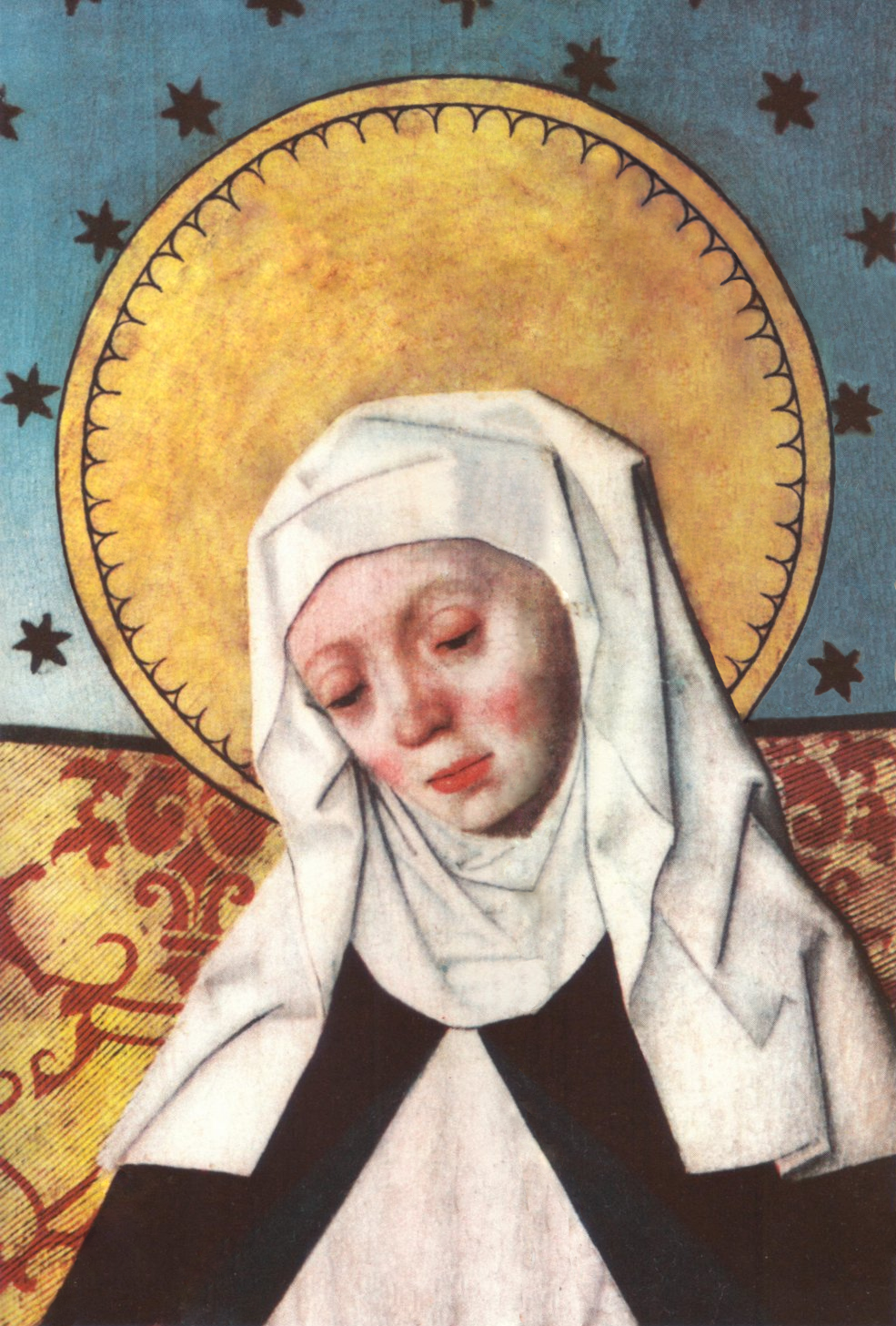
Santa Brígida.

Celebración del día: Santa Brígida de Suecia.(imagen ilustrativa).
Fundadora de la Orden del Santísimo Salvador de Santa Brígida. Patrona de Suecia y de Europa.
- San Juan Casiano.[13]
- San Severo de Bizia.[13]
- San Valeriano de Cimiez.[13]
- Beato Basilio Hopko.[14][13]
- Beato Cristino Gondek.[13]
- Beata Juana de Orvieto.[13]